# Mikolas Josef
Mikoláš Josef (Prága, 1995. október 4. –) cseh énekes. Ő képviselte Csehországot a 2018-as Eurovíziós Dalfesztiválon, Lisszabonban a Lie to Me című dallal. Az elődöntőben 232, a döntőben 281 ponttal a 6. helyen végzett. Amellyel a valaha volt legjobb helyezést érte el Csehország. 

## Élete
1995. október 4-én született Prágában. Egy bátyja és egy húga van. A zenei karriert megelőzően modellként és színészként is tevékenykedett. Egy évig élt Bécsben is, valamint gyakran látogat Hamburgba, Berlinbe és Madridba. 
2018 áprilisában nemzetközi lemezszerződést kötött a Sony Music és az RCA Records kiadókkal.